# Josquin Des Prés
Josquin Des Prés, Josquin Desprez, o simplement Josquin (Beaurevoir (Picardia) cap al 1450 - Condé-sur-l'Escaut, 27 d'agost de 1521) va ser un compositor francès del Renaixement. Fou un artista cèlebre durant i després de la seva vida, considerat un dels millors músics del Renaixement. Va compondre en diversos gèneres, incloent-hi motets, misses i cançons franceses i italianes. L'àmplia divulgació de la seva música fou possible gràcies a la invenció de la música impresa a principis del segle xvi, i avui se sap més de la seva música que de la seva vida.

## Biografia
Va ser cantor de la col·legiata de Saint-Quentin (Aisne) i després, de 1459 a 1472, a la catedral de Milà. L'any 1474 va entrar al servei de Galeàs Maria Sforza com a cantant de capella. Entre 1476 i 1504 va estar al servei del cardenal duc Ascani Maria Sforza. Entre 1486 i 1494, va treballar a la capella pontifícia, però va viatjar molt: Milà, Mòdena, Nancy, París, Piacenza... Durant un temps va ser músic de la cort del rei Lluís XII de França. Vers el 1503, havia deixat Roma per a posar-se al servei del duc de Ferrara Hèrcules d'Este, amb qui va romandre fins al 1504. Llavors va ser nomenat prebost de la col·legiata de Condé-sur-l'Escaut, població on va residir fins a la mort. Fou mestre de Cor de la col·legiata de Sant Quintí l'any 1509. Entre els seus deixebles s'hi compten els compositors belgues Benedictus Ducis i Jean Richafort, el francès Jean Mouton i el flamenc Nicolas Gombert, el també flamenc Appenzeller, fou un gran admirador seu, però no es té constància que fos alumne seu.
La seva obra va gaudir d'una gran difusió arreu d'Europa, principalment gràcies a la incipient impremta musical, ja que va ser un dels compositors més editats per l'editor venecià Ottaviano Petrucci. Mestre del contrapunt, va ser el primer gran músic del Renaixement i un dels creadors de la cançó polifònica. Fins a l'any 1485, va utilitzar sobretot el contrapunt melismàtic a la manera de Johannes Ockeghem.Els seus laudes Victimae paschali (1502), constitueixen un bon exemple del seu art de joventut. Entre 1485 i 1505, va intentar fer una síntesi entre la tradició polifònica de Guillaume Dufay o Johannes Ockeghem i l'harmonia italiana; els motets Planxit David o Absalon, fili mi mostren una major maduresa. Els seus motets posteriors, com ara In principio erat verbum, generalment arranjaments a quatre parts de texts bíblics, són més melodiosos.

## Obres
- Obres religioses:

Ave Maria
Miserere
Stabat Mater
Una vintena de misses, entre les quals cal destacar la Missa de beata virgine, la Missa Pange Lingua i la Missa Hercules Dux Ferrarie
Més de 100 motets, himnes o salms
- Obres profanes :

Al voltant de 80 cançons, entre les quals cal destacar Mille Regrets i Si j'ay perdu mon ami.